# Angelica Mandy
Angelica Joyce Mandy (ur. 25 sierpnia 1992 w Bath w hrabstwie Somerset) – brytyjska aktorka dziecięca.
Zadebiutowała w 2004 roku w filmie Vanity Fair w roli młodej Becky Sharp.
Sławę przyniosła jej w 2005 roku rola w filmie Harry Potter i Czara Ognia oraz w jego kontynuacjach. Zagrała tam rolę Gabrielle Delacour.